# Edward Highmore
Edward Thomas Highmore (Kingston upon Thames, 3 aprile 1961) è un attore britannico.

## Biografia
È conosciuto per aver recitato nella serie televisiva Howards' Way dal 1985 al 1990. È apparso anche nella fiction Doctor Who, nel ruolo di Malkon. Highmore ha frequentato la Scuola di Recitazione di Guildford.
È il padre del giovane attore Freddie Highmore, che prese parte al film La fabbrica di cioccolato nei panni di Charlie Bucket. Edward e Freddie hanno recitato nel film Jack e il fagiolo magico come padre e figlio. Sua moglie, Sue Latimer, è un'agente di teatro, tra i cui clienti vi è Daniel Radcliffe.

## Filmografia parziale
- Howards' Way – serie TV, 78 episodi (1985-1990)